# Bruno Petković
Bruno Petković (pronunciação croata: [brǔːno pêtkoʋitɕ];) (Metković, 16 de setembro de 1994) é um futebolista croata que atua como atacante. Atualmente atua no Dínamo de Zagreb e na seleção da Croácia.

## Início de carreira
Petković nasceu em Metković, na Croácia. Seus ídolos do futebol de infância foram Ronaldo e Zlatan Ibrahimović, começou a sua carreira juvenil nos clubes da sua cidade natal, ONK Metković e NK Neretva, antes de ir para o Dinamo Zagreb em 2007. Ele permaneceu lá até 4 de setembro de 2009, quando foi transferido para o outro lado da cidade, para a academia de juniores do rival NK Zagreb. Nas duas temporadas seguintes, ele representou o NK HAŠK (2010-11) e Hrvatski Dragovoljac (2011-12), antes de sua transferência para a Itália, com o time da Serie A, Catania.

## Carreira

### Calcio Catania
Em 27 de agosto de 2012, Petković foi oficialmente transferido para o Calcio Catania. A taxa de transferência envolvida não foi revelada, embora Petković tenha sido inserido diretamente na academia de juniores do clube após a sua chegada. Sua primeira convocação para a equipe sênior ocorreu em 27 de janeiro de 2013, em uma vitória em casa por 2 a 1 sobre a Fiorentina no campeonato. Sua estreia na liga veio na última rodada da temporada 2012–13 da Série A, quando ele apareceu como um substituto aos 89 minutos em um empate por 2–2 fora com o Torino. Antes da temporada da Serie A de 2013-14, Petković foi oficialmente promovido ao primeiro time e recebeu a camisa com o número 32.

### Trapani e Bolonha
Em janeiro de 2016, Petković mudou-se para o Trapani da Serie B. Ele marcou sete gols na segunda rodada da temporada da Série B, quando o time siciliano quase foi promovido à Série A, falhando apenas na última partida contra o Pescara. Na temporada seguinte, ele marcou três gols na primeira rodada da temporada 2016-17 da Série B. Em 12 de janeiro de 2017, a Petković foi adquirida pela equipa da Serie A Bologna, por 1,2 milhões de euros. Ele fez um total de 21 partidas na Série A pela equipe, antes de ser emprestado ao Hellas Verona em 11 de janeiro de 2018.

### Dinamo Zagreb
Em 6 de agosto de 2018, ele ingressou no Dinamo Zagreb por um empréstimo de uma temporada, que tinha a obrigação de comprar o seu contrato no final do empréstimo, se certas condições fossem cumpridas. Em 25 de agosto, ele marcou seu primeiro gol pelo Dínamo na vitória por 1 a 0 em casa sobre o Lokomotiva. À medida que a temporada avançava, Petković se tornou mais importante para o time e foi a estrela do auge da temporada do Dinamo Zagreb, o jogo em casa dos 32 avos-de-final da UEFA Europa League de 2018-2019 contra o Viktoria Plzeň, quando assistiu ao primeiro gol e marcou o terceiro na vitória por 3–0. No jogo em casa dos oitavos-de-final contra o Benfica, ele marcou o único golo na vitória por 1–0. No entanto, o Benfica voltou a bater o Dínamo por 3–0 no Estádio da Luz, após prolongamento. Ele terminou sua primeira temporada no clube com 11 gols e 5 assistências em 37 partidas em todas as competições.
Depois de perder o primeiro jogo do Dínamo da temporada contra o Lokomotiva devido à lesão, Petković voltou em 21 de agosto para um jogo contra o Istra 1961, saindo do banco e marcando o único gol na vitória por 1-0. Cinco dias depois, nas eliminatórias da Champions League contra Cluj, o chute de Petković foi negado por Cristian Bălgrădean e o rebote foi marcado por Lirim Kastrati para dar ao Dínamo uma vantagem de 2–1. No entanto, um erro de Petković mais tarde no jogo levou ao empate de Gabriel Debeljuh. Durante a disputa de pênaltis resultante, Petković converteu com sucesso sua tentativa, com o Dínamo vencendo por 6–5 e avançando para a terceira rodada de qualificação .

### Seleção Croata
No nível juvenil, ele foi internacionalizado apenas uma vez pela Croácia Sub-21 em um jogo contra o Liechtenstein em 13 de agosto de 2013, marcando um gol na vitória por 5-0.
Em 11 de março de 2019, ele recebeu sua primeira convocação sênior da Croácia para substituir o ferido Marko Pjaca. Ele fez sua estreia em 21 de março de 2019 em uma eliminatória da Euro 2020 contra o Azerbaijão. Ele marcou seu primeiro gol pela seleção nacional em 11 de junho, em uma derrota amistosa para a Tunísia.
Ele acabou sendo fundamental para a campanha bem-sucedida da Croácia nas eliminatórias para o UEFA Euro 2020, marcando quatro gols e auxiliando um. Ele terminou as eliminatórias como o melhor artilheiro do grupo.
Petkovic foi convocado para disputar a Copa do Mundo FIFA de 2022. O atacante foi fundamental para a 3ª colocação de sua seleção, ele fez o gol de empate nas quartas de final contra o Brasil, aos 12 minutos do segundo tempo da prorrogação.

## Títulos
Dinamo Zagreb
- Prva HNL: 2018–19, 2019–20, 2021–22 e 2022–23
- Supercopa da Croácia: 2019 e 2022
- Copa da Croácia: 2020–21

### Prêmios individuais
- Oscar de futebol - Melhor jogador Prva HNL: 2020
- Oscar do futebol - Seleção Prva HNL do ano: 2019 e 2020
- Jogador do ano do Prva HNL (Tportal): 2019[18]